# Holcichneumon areolator
Holcichneumon areolator là một loài tò vò trong họ Ichneumonidae.